# ناصریه (بومرداس)
ناصریه (به عربی: الناصرية) یک شهرداری در الجزایر است که در ناحیه ناصریه واقع شده‌است. ناصریه ۲۲٬۴۳۱ نفر جمعیت دارد.